# Падаунг
Падаунг (падонг, падаун, каян; бірм. ပ ဒောင္ လူမ္ ယုိး) — народ групи каренів, який проживає в М'янмі, на північному заході штату Кая, на півночі штату Карен і на південному заході штату Шан, а також в Таїланді. Говорять мовою каян (падаунг) каренської гілки тибето-бірманської мовної сім'ї. Чисельність понад 50 тисяч осіб.
Падаунг зазвичай живуть у високогірних селах. Будинки, на відміну від інших бірманських племен, будують не на палях, а на землі. Вирощують рис. Чоловіки практикують також роботу погоничів і власників слонів. Падаунг — анімісти, регулярно приносять жертви духам, зокрема, верховному жіночому духу племені.
В 1990-ті роки внаслідок затяжного конфлікту з військовою хунтою Бірми і політикою примусового переселення народів у штаті Кайя багато падаунгів втекли в сусідній Таїланд, де проживають в прилеглих до кордону селах на напівлегальній підставі.
Унаслідок національного звичаю витягування шиї дівчаткам та жінкам за допомогою металевих обручів, райони проживання падаунг популярні серед туристів.

## Витягування шиї

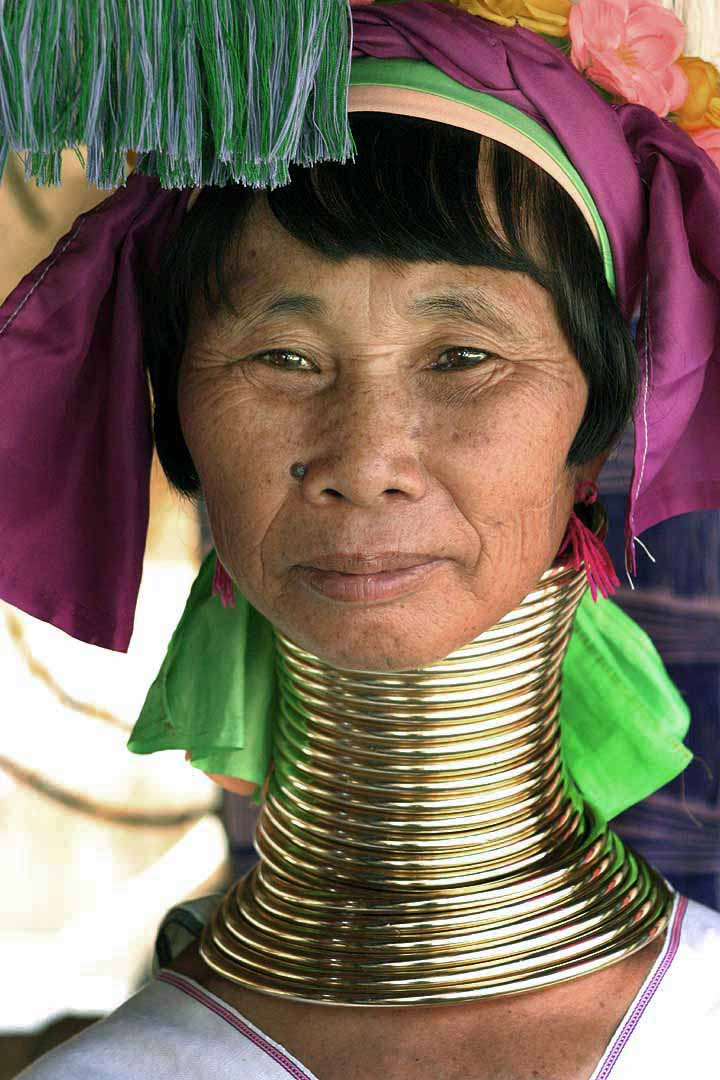
Жінка падаунг з кільцями на шиї

Жінкам падаунг, починаючи приблизно з 5 років, вдягають на шию мідні кільця (точніше спіралі з прута завтовшки біля 1 сантиметра, що мають вигляд кілець), які встановлюють місцеві жінки з належною кваліфікацією. Поступово кількість обертів спіралі збільшується, що приводить до поступової і пожиттєвої деформації шиї. 
У дорослої жінки кількість обертів спіралі може досягати пари десятків, а їх вага — 4-5 кілограмів. Періодично кільця (спіралі) за необхідності знімаються і надягаються знову.
Нарощувати кільця жінки припиняють до моменту вступу в шлюб, але так само до цього часу шия просто більше не подовжується через вікові зміни скелету, а їх заміна, наприклад з метою поліпшення зовнішнього вигляду, або при незручності носіння старих, допускається і після цього, в будь-якому віці. Рентгенівські дослідження жінок падаунг показали, що фактично коштом кілець шия не витягується, а деформується плечова зона, плечовий пояс поступово опускається під вагою кілець, оскільки він кріпиться до скелета за допомогою лише одного суглоба. В результаті створюється видимість довгої шиї, хоча в самій шиї змін не відбувається.
Іноді спіралі спеціально робляться надмірно високими, — дуже щільно прилеглими до плечей і голови, і тримають голову постійно в піднятому стані. У цьому випадку жінка може втратити здатність повертати і нахиляти голову, оскільки це стає зробити досить складно. У разі зняття таких спіралей є небезпека зламати шию, оскільки м'язи, які її підтримують, можуть атрофуватися. Але таке спостерігається не завжди, найчастіше верхній край кілець не дістає до підборіддя, що дає деяку свободу переміщення голови.
Жінки також носять кільця на руках і ногах. Їх костюм зазвичай складається з довгої білої кофти із застібкою спереду та спідниці по коліно.
Причина звичаю ношення кілець неясна. За розповідями, вони нібито захищають від укусів тигра. Кажуть також, що кільця покликані обмежити можливість жінок втекти до сусіднього селища, що було пов'язано зі звичаями торгівлі жінками. За іншими даними, так у сім'ї «зберігалися» дорогоцінні метали. Самі жінки стверджують, що це — традиція самоідентифікації племені, яку вони отримали від матерів. Довга шия вважається ознакою краси і благополуччя. За місцевою легендою предки падаунг походять від союзу вітру і драконихи. Почувши від драконихи, що вона вагітна, вітер став радісно кружляти навколо дружини, поки вона не народила великий кокон, з якого з'явився падаунг. На згадку про ці кружляння щасливого вітру жінки носять обручі на шиї. Хоча зняття обручів можливе, рух проти цього звичаю в Бірмі виявився безуспішним. Нині жінки продовжують носити кільця ще й тому, що це приваблює туристів, які називають їх жінками-жирафами, і створює гарну можливість для продажу ручних виробів. По суті, довгі шиї перетворилися на своєрідний бізнес із залучення туристів.
Найбільше село Най-Сой приймає щорічно 1200 туристів, встановивши оплату за в'їзд у село 250 батів, гроші залишаються у власності таїландських туристичних агентств.
Схожі звичаї є також у племені ндебеле в Південній Африці, жінки носять кільця на шиї з 12 років до вступу в шлюб. 

## Близькі етнічні групи
До падаунг близькі такі групи каренів:
- лахта — 10 тис. осіб на півдні штату Шан;
- гекхо (геку) — 13 тис. осіб на півночі штату Карен, заході штату Кая і південному заході штату Шан;
- їнбо (самоназв. Ка-Нган) — 10 тис. осіб на сході штату Шан;
- заейн (латха) — 10 тис. осіб на півдні штату Шан.